# Margriet Pomper
Margriet de Vries-Pomper ( Smilde, 24 februari 1954) was een Nederlands allround schaatsster.
Margriet groeide op in Smilde en werd op haar zesde van de gymclub SSS. Toen er in 1963 een schaatswedstrijd voor dames over 10 km werd gehouden won zij die met grote voorsprong. Margriet huwde schaatser Jan Alex (Jan) de Vries (Terheijl, 1955), hun dochter is schaatsster Linda de Vries
De Vries werd op 1 maart 1975 en op 23 februari 1980 Nederlands Kampioen op de Kortebaan op Thialf. Bij de NK Allround van 1976 werd zij vierde. 
In 1981 veroverde ze in Assen de Nederlandse marathontitel op kunstijs. 

## Uitslagen
| Jaar | Tijd | Kampioenschap | Plaats            |
| ---- | ---- | ------------- | ----------------- |
| 1974 | 15   | WK Junioren   | Cortina d'Ampezzo |
| 1975 | 7    | NK Allround   | Assen             |
| 1975 | Goud | NK Kortebaan  | Assen             |
| 1976 | 4e   | NK Allround   | Groningen         |
| 1976 | 22e  | WK Allround   | Gjøvik            |
| 1977 | 14e  | NK Allround   | Assen             |
| 1980 | Goud | NK Kortebaan  | Assen             |
| 1981 | Goud | NK Marathon   | Assen             |